# Uwe Leprich

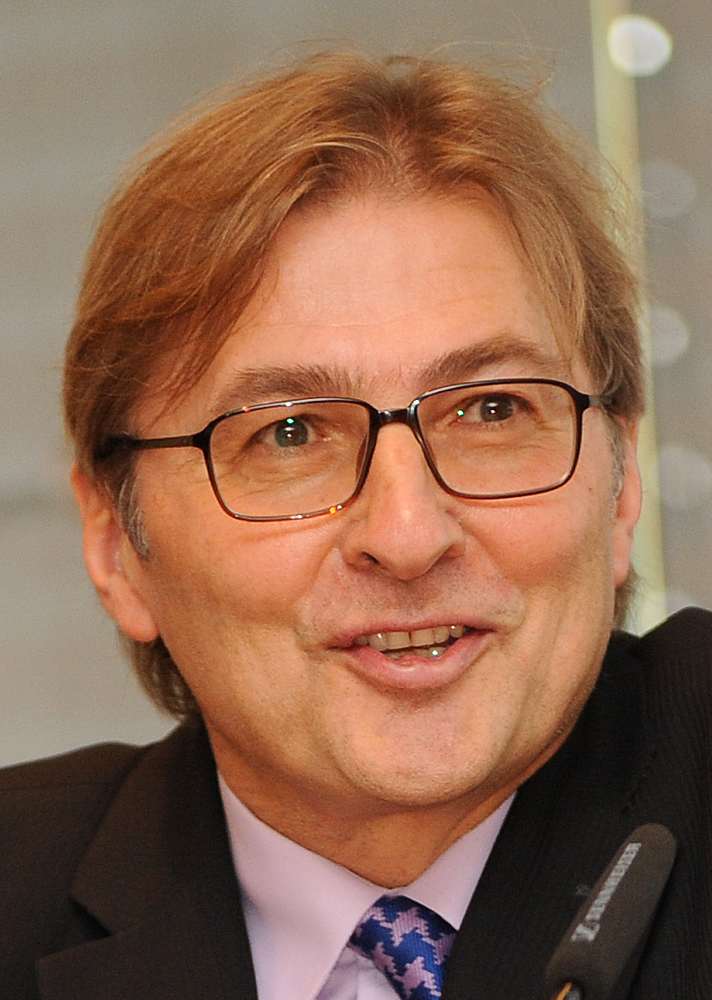
Uwe Leprich, 2015

Uwe Leprich (* 1959 in Espelkamp) ist ein deutscher Energie- und Wirtschaftswissenschaftler.

## Leben
Uwe Leprich stammt aus der ostwestfälischen Stadt Espelkamp (Kreis Minden-Lübbecke), wo er 1978 auch das Abitur am Söderblom-Gymnasium ablegte. Anschließend studierte er Volkswirtschaftslehre an der Universität Bielefeld und an der University of Georgia in Athens, Georgia. Nach dem Studienabschluss arbeitete er knapp zehn Jahre als wissenschaftlicher Mitarbeiter in der Energieabteilung des Öko-Instituts in Freiburg, drei Jahre  gleichzeitig mit halber Stelle als Referent für Energiepolitik im hessischen Umweltministerium in Wiesbaden.
Nach seiner Promotion 1993 zum Thema „Least Cost Planning“ trat er 1995 eine Professur an der Hochschule für Technik und Wirtschaft des Saarlandes (HTW) in Saarbrücken an, die er bis heute innehat.

## Positionen
Neben seiner Hochschultätigkeit an der HTW, wo er die Fächer Volkswirtschaftslehre, Wirtschaftspolitik und Energiewirtschaft vertritt, war Leprich Mitbegründer und seit 2008 Mitglied der wissenschaftlichen Leitung des Instituts für ZukunftsEnergieSysteme (IZES) in Saarbrücken, einem Forschungsinstitut mit rund 50 Mitarbeitern. Seine Tätigkeit im IZES beendete er mit seiner Abordnung an das Umweltbundesamt zum 31. März 2016.
In den Jahren 2001 und 2002 gehörte er als Sachverständiges Mitglied der Enquete-Kommission „Nachhaltige Energieversorgung“ des 14. Deutschen Bundestages an.
Seit Januar 2010 ist er Alternate Board Member der Agency for the Cooperation of Energy Regulators (ACER) der Europäischen Union. Darüber hinaus gehört er einer Reihe von wissenschaftlichen Beiräten an, die sich mit aktuellen energiepolitischen und -wirtschaftlichen Themen auseinandersetzen, so dem der Deutschen Unternehmensinitiative Energieeffizienz e.V. (DENEFF).
Seit dem Jahr 2000 gehört er (mit einer Unterbrechung zwischen Juni 2016 und August 2018) dem Aufsichtsrat des Windkraft-Projektentwicklers ABO Wind an. Von April 2016 bis März 2018 wurde er von der Hochschule für Technik und Wirtschaft des Saarlandes an das Umweltbundesamt in Dessau abgeordnet, wo er die Abteilung Klimaschutz und Energie leitete. Seit April 2018 lehrt er wieder an der HTW.

## Forschung
Seine Spezialgebiete umfassen die Liberalisierung der Energiemärkte und deren Rahmenbedingungen, Instrumente nationaler und internationaler Energie- und Klimapolitik sowie nachhaltige Unternehmensstrategien. Als Wissenschaftler kritisiert er beispielsweise die Marktstellung und die Geschäftspolitik der großen Energiekonzerne.